# کوستا واله ایمانیا
کوستا واله ایمانیا (به ایتالیایی: Costa Valle Imagna) یک کومونه در ایتالیا است که در استان برگامو واقع شده‌است. کوستا واله ایمانیا ۴ کیلومتر مربع مساحت و ۵۹۸ نفر جمعیت دارد و ۱٬۰۱۴ متر بالاتر از سطح دریا واقع شده‌است.